# Connie Meijer
Connie Meijer (Vlaardingen, 5 februari 1963 - Naaldwijk, 17 augustus 1988) was een Nederlandse wielrenster.
In 1984 werd zij Nederlands kampioen op de weg bij de dames. Op 17 augustus 1988 deed zij in Naaldwijk mee aan een criterium. Tijdens de wedstrijd werd ze onwel en reed tegen een dranghek aan. Ze stond niet meer op en overleed op 25-jarige leeftijd aan de gevolgen van een hartstilstand. Achteraf bleek dat een verwaarloosde griep de oorzaak was van het hartfalen.
Te harer nagedachtenis is de Connie Meijer-trofee ingesteld, die jaarlijks wordt uitgereikt aan de winnares van de dameswedstrijd van de Parel van de Veluwe. 